# Chylizinae
Sous-famille
Les Chylizinae sont une sous-famille de petites mouches de la famille des Psilidae.

## Liste des genres
- Chyliza
- Megachetum